# Uralan Elista
Der Futbolny klub «Uralan» (russisch Футбольный клуб «Уралан», wiss. Transliteration Futbol'nyj klub «Uralan»), bekannt als Uralan Elista, war ein russischer Fußballverein aus der Stadt Elista. Der Verein war in den 1990er Jahren zwischenzeitlich in der Premjer-Liga vertreten.

## Geschichte
Der FK Uralan wurde 1958 gegründet. Bis 1965 gewann der Verein alle Pokale und Meisterschaften der Region Kalmückien. Im Jahr 1966 wurde Uralan in die zweitklassige B-Liga des sowjetischen Ligensystems eingeteilt. Auf diesem Niveau spielte der Verein bis 1991 durchgehend, wobei dem Verein 1991 mit einem zweiten Tabellenplatz die beste Platzierung gelang.
Seit 1992 bis zum Aufstieg im Jahr 1997 spielte Uralan Elista in der zweitklassigen 1. Liga. In der Saison 1998 wurde das Team Siebter der Obersten Division. Uralan stieg 2000 als Letzter ab, konnte jedoch den sofortigen Wiederaufstieg perfekt machen. Nach zwei weiteren Jahren auf höchstem russischen Fußballniveau stieg die Mannschaft 2003 erneut ab.
In der Saison 2004 bekam der Verein enorme finanzielle Probleme und konnte die Spielergehälter für mehr als sechs Monate nicht bezahlen, was dazu führte, dass die meisten Spieler den Verein verließen. Uralan wurde in die 2. Division strafversetzt, doch da der Verein sich weigerte in dieser zu spielen, wurde ein neuer Verein gründet, der FK Elista. In der Südzone der Amateurliga wurde Elista in seiner ersten Spielzeit Zweiter und stieg aufgrund der Erweiterung der Südzone der 2. Division in eben jene auf. Im Jahr 2006 zog der FK Elista seine Mannschaft nach 19 Spieltagen vom offiziellen Spielbetrieb zurück.

## Bekannte ehemalige Spieler
- Daur Achwlediani
- Ruslan Adschindschal
- Wital Bulyha
- Denis Kolodin
- Oleg Kusmin
- Dario Passoni
- Radu Rebeja
- Alexei Smertin
- Mark Švets
- Achrik Zweiba